# Schwert und Hut

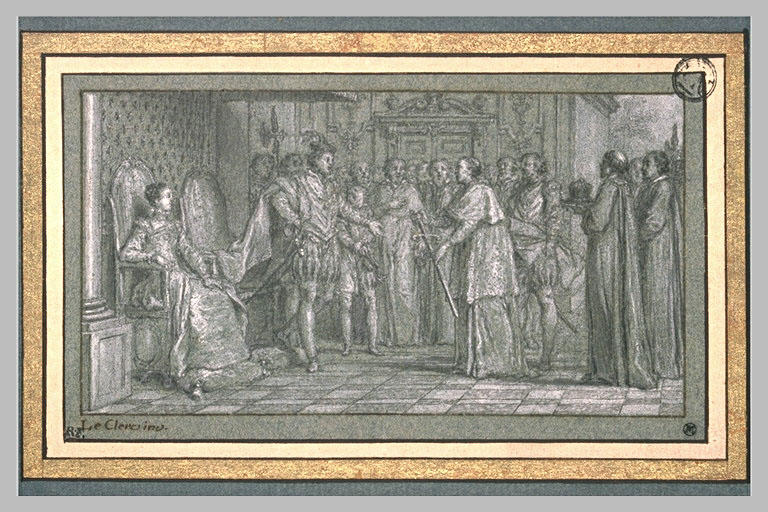
Heinrich II., König von Frankreich, empfängt ein geweihtes Schwert, Zeichnung von Sébastien Le Clerc d. J. (1676–1763), rechts der Überbringer des geweihten Hutes

Schwert und Hut (mit alleinigem Bezug auf das überreichte Schwert auch Papstschwert genannt) waren seit dem ausgehenden Mittelalter bis zum Beginn des 19. Jahrhunderts eine päpstliche Auszeichnung für Verdienste um die katholische Kirche als „Verteidiger des Glaubens“ (Fidei defensor), die einmal jährlich verliehen werden konnte.

## Hintergrund
Zeremonialschwert und Hut (oft als Herzogskrone gestaltet) wurden vom Papst geweiht und in einer tradierten Zeremonie während eines Gottesdienstes an einen Mann, seltener auch an eine Organisation, einen Stand oder eine Nation verliehen. Konnte der Empfänger nicht am Sitz des Papstes anwesend sein, wurden Schwert und Hut vom Papst in Abwesenheit des Empfängers geweiht und anschließend von einem päpstlichen Gesandten überbracht. Die Auszeichnung mit geweihtem Schwert und Hut löste für männliche Empfänger die Goldene Rose ab, die als Ehrengeschenk des Papstes seit dem 17. Jahrhundert im Wesentlichen Frauen vorbehalten blieb.

## Geschichte der Verleihung von geweihtem Schwert und Hut
Die erste sicher datierbare Verleihung eines geweihten Schwertes an einen namentlich bekannten Empfänger fand 1386 statt, als Papst Urban VI. dem Gonfaloniere von Lucca am Weihnachtstag ein geweihtes Schwert und eine geweihte Kappe (Pileus) überreichte. Vom frühen 15. Jahrhundert bis ins 17. Jahrhundert reichte die Tradition der Überreichung eines geweihten Schwerts mit Kappe an einen Prinzen oder General zu Weihnachten im Vatikan.
Von Beginn des 17. Jahrhunderts an wurde die Goldene Rose nur noch an Königinnen, Prinzessinnen und bedeutende Adlige verliehen. Kaiser, Könige und Prinzen erhielten stattdessen ein Schwert – das Papstschwert – als das passendere Geschenk, das ihnen von einem dazu bestellten päpstlichen Legaten oder Nuntius am Sonntag von Laetare überbracht wurde. Wenn hingegen ein katholischer Kaiser, König oder bedeutender Prinz am Sonntag von Laetare in Rom anwesend war, erhielt dieser auch die Goldene Rose.
Papst Leo XII. überreichte 1823 das letzte Papstschwert an den Herzog von Angoulême für die Erstürmung des Trocadero.

## Gestaltung von Schwert und Hut

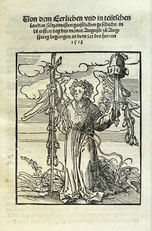
Engel mit geweihtem Schwert und Hut in der Linken. Holzschnitt von Leonhard Beck, 1518

Schwert und Hut waren jedes Jahr neu und individuell gestaltete Kunstwerke, die von den angesehensten Goldschmieden, Juwelieren, Kürschnern und Schwertschmieden ihrer Zeit gestaltet wurden, und deren Anfertigung immer größere Summen verlangte. Die Kosten für die Herstellung der Auszeichnung sind bekannt, da ab dem Pontifikat von Martin V. (1417–1431) Zahlungsbelege für die Anfertigung der Schwerter überliefert sind, auch wenn diese nicht in jedem Fall einem Empfänger zugeordnet werden können.
Das Schwert war ein Langschwert, üblicherweise aus Silber, verziert mit Gold; die Schwertscheide war mit Samt bezogen und mit Juwelen besetzt. Entsprechend dem Empfänger und Anlass für die Auszeichnung waren die Schwerter mit einer Widmung graviert. Nach der Eroberung von Konstantinopel durch die Osmanen im Jahr 1453 richtete Papst Pius II., dessen Pontifikat 1458 begann, seine Energien auf die Stärkung der Macht des Papstes und die Rückdrängung der „Ungläubigen“. Als der französische König Ludwig XI. 1461 die Pragmatische Sanktion von Bourges aufhob, empfing Pius II. die Nachricht „mit Freudentränen in den Augen“, denn Frankreich gehörte nun wieder zum Machtbereich Roms, und der geplante Kreuzzug gegen das Osmanische Reich wurde gestärkt. Prompt übersandte Pius II. dem König Ludwig XI. im Folgejahr Schwert und Hut. Die Schwertscheide war mit Gold und Edelsteinen verziert und mit einem Kampfaufruf in Form eines Gedichts versehen, das Pius II. verfasst hatte:

“EXERAT IN TVRCAS TVA ME, LUDOVICE, FVRENTES

DEXTERA; GRAIORVM SANGVINIS VLTOR ERO.

CORRVET IMPERIVM MAVMETHIS ET INCLYTA RVRSVS

GALLORVM VIRTVS TE PETET ASTRA DVCE.”

„Lass deine rechte Hand, Ludwig, mich ziehen gegen die wütenden Türken. Ich werde der Rächer des Bluts der Griechen sein. Das Reich Mohammeds wird zu Staub zerfallen und der Mut der Franzosen wird wieder zu den Sternen steigen unter Deiner Führung.“

Der geweihte Hut – in einer typischen Beschreibung aus dem 15. Jahrhundert – war ein Herzogshut aus Biberpelz, in Hermelinfell gefasst und mit Perlen in Form einer Taube bestickt, die den Heiligen Geist repräsentierte. Symbolisch sollte so der Heilige Geist über dem Kopf des Herrschers wachen, ihn in der Schlacht beschützen, seinen schwertführenden Arm lenken und ihn zum Sieg über die Feinde führen; so wie auch Christus über den Teufel siegt.

## Bekannte Empfänger von Schwert und Hut

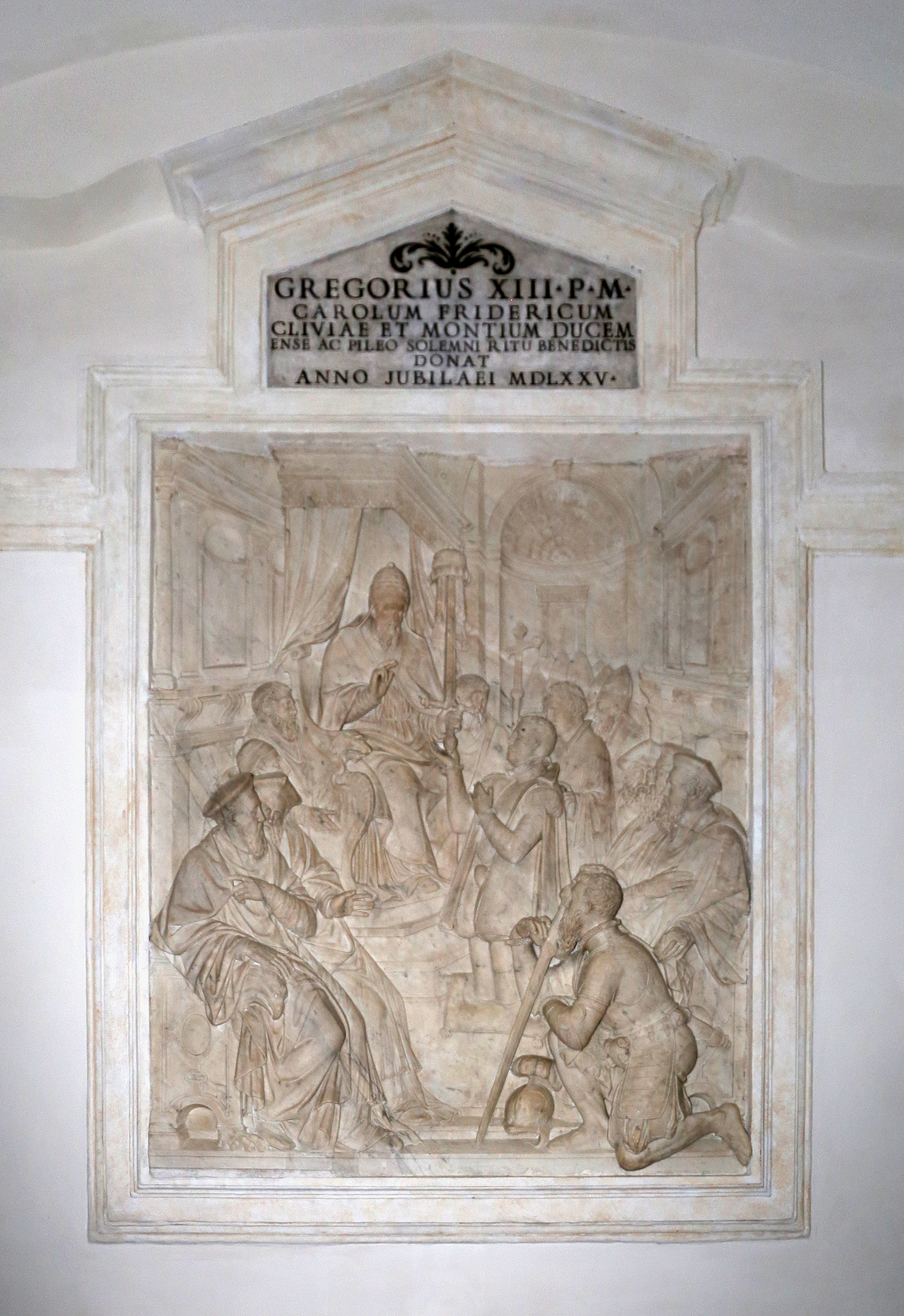
Gillis van den Vliete und Nicolas Mostaert: Gregor XIII. überreicht dem Erbprinzen Karl Friedrich von Jülich-Kleve-Berg Schwert und Hut, 1577–1579, Santa Maria dell’Anima (Vorhalle)

Die Jahreszahlen geben, wenn nicht anders angegeben, das Jahr der Weihung des Schwertes an:
- 1449: Francesco Foscari, Doge von Venedig; verliehen durch Nikolaus V.[3]
- 1450: Albrecht VI., österreichischer Herzog und Bruder des Kaisers Friedrich III.; verliehen durch Nikolaus V.[3]
- 1461: Ludwig XI., König von Frankreich; verliehen durch Pius II., überbracht 1462 durch die päpstlichen Legaten Antonio de Noceto und Kardinal Jean Jouffroy (ca. 1412–1473). Das Schwert war mit Perlen und Edelsteinen besetzt.[4]
- 1462: Cristoforo Moro, Doge von Venedig; überbracht 1463 durch päpstlichen Gesandten. Die Verleihung sollte die Bedeutung der venezianischen Flotte für die Kreuzzüge honorieren.[4]
- 1470: Matthias Corvinus, König von Ungarn; verliehen durch Paul II. für dessen Kampf gegen die Türken und die böhmischen Häretiker, überbracht durch Kurier mit päpstlicher Breve im April 1471.[5]
- 1509: Kaiser Maximilian I.; zusammen mit einem zweiten Schwert für Maximilians Enkel Karl von Papst Julius II. am 25. Januar einer kaiserlichen Gesandtschaft überreicht anlässlich der Aufnahme beider in die St.Peters-Ritterschaft. Beide Stücke befinden sich heute im Kunsthistorischen Museum Wien.[6]
- 1511: Schweizergarde; verliehen durch Papst Julius II., heute im Landesmuseum in Zurich.
- 1514: Heinrich VIII., König von England; empfangen am 21. Mai 1514 aus der Hand des päpstlichen Gesandten Leonardo Spinelli am englischen Hof in London.[7]
- 1556: Heinrich II., König von Frankreich, empfangen in Fontainebleau, verliehen durch Papst Paul IV. und überbracht  durch dessen Neffen und päpstlichen Legaten Kardinal Carlo Caraffa (1517–1561).[8]
- 1575: Karl Friedrich von Jülich-Kleve-Berg; verliehen von Gregor XIII.
- 1593: Maximilian von Bayern; verliehen in Innsbruck von Papst Clemens VIII., heute im Schloss Berchtesgaden.